# Bandipura State Forest, Gundlupet
Bandipura State Forest là một làng thuộc tehsil Gundlupet, huyện Chamarajanagar, bang Karnataka, Ấn Độ.